# Attic – Gefahr aus der Tiefe
Attic – Gefahr aus der Tiefe (englischer Originaltitel: Reliquary) ist ein Thriller-Roman der US-amerikanischen Autoren Douglas Preston und Lincoln Child. Die Originalausgabe wurde 1997 vom New Yorker Verlag Forge Books veröffentlicht. 1999 erschien die deutsche Übersetzung bei Droemer Knaur. Der dritte gemeinsame Roman der beiden Autoren basiert auf ihrem ersten Werk Relic – Museum der Angst.

## Handlung
Der Polizeitaucher Snow entdeckt im Humboldt Kill, einer New Yorker Kloake, zwei skelettierte, kopflose Leichen. Eine von ihnen wird als das It-Girl Pamela Wisher identifiziert, die andere ist stark deformiert und weist seltsame Bissspuren auf. Der emeritierte Forscher Dr. Frock und seine ehemalige Doktorandin Margo Green vom Museum of Natural History untersuchen die Leichen zusammen mit Dr. Simon Brambell und fühlen sich an das Monster Mbwun erinnert, das vor anderthalb Jahren im Museum mordete. Währenddessen trifft der Boulevardjournalist Bill Smithback im Untergrund auf Mephisto, den Anführer einer Gruppe von Tunnelmenschen. 
Sergeant Laura Hayward berichtet Lieutenant d’Agosta von mehreren Morden, die sich in den Tunneln im New Yorker Untergrund ereignet haben, und stellt eine Verbindung zu den beiden Leichen aus dem Humboldt Kill her. Gemeinsam mit Captain Waxie steigen sie hinab in das Tunnelsystem. Der Polizeichef Horlocker gerät zusätzlich unter Druck, weil Anette Wisher, die Mutter des ermordeten Mädchens, mit der Kampagne „Säubert New York“ gegen die zunehmende Kriminalität demonstriert.
Nachdem sich im Belvedere Castle im Central Park ein weiterer Mord ereignet hat, taucht überraschend Special Agent Aloysius Pendergast vom FBI auf. Kurze Zeit später gibt es für Margo und Dr. Frock zwei schockierende Nachrichten: Brambell wird ermordet und die deformierte Leiche wird als Greg Kawakita identifiziert, ein ehemaliger Mitarbeiter des Museums. Pendergast und d’Agosta besuchen Mephisto, der ihnen von den gefährlichen Wrinklern im Devil’s Attic, der untersten Ebene erzählt. Nach der Rückkehr der beiden Polizisten entdeckt Margo in Kawakitas zerstörtem Labor die Pflanze Lilicea mbwunensis, von der sich das Museumsmonster ernährte, und einige rätselhafte Notizen. Sie findet heraus, dass Kawakita eine Droge herstellte, die die Menschen physisch und psychisch schädigt, woraufhin er ein schlechtes Gewissen bekam.
Pendergast begibt sich hinab in Devil’s Attic und entdeckt im Kristallpavillon der Astortunnels eine Schädelhütte, die an eine Beschreibung des Mbwun-Forschers Whittlesey erinnert. Auf einer anderen Ebene des Untergrunds ereignet sich ein grausames Massaker in der U-Bahn. Dr. Frocks Idee, die Tunnels zu fluten, um die mörderischen Kreaturen im Untergrund zu vernichten, gefällt dem Polizeichef. 
Als Pendergast wieder an die Oberfläche kommt, hat Margo mit Tierversuchen bereits ermittelt, dass die Droge bei den Konsumenten eine hohe Lichtempfindlichkeit bewirkt, aber auch lebensverlängernd wirkt. Dann geraten Margo, Pendergast und d’Agosta in Panik, als ihnen klar wird, dass die Pflanze just in dem Wasserreservoir im Central Park wächst, das zur Flutung der Tunnels genutzt werden soll. Wenn die Pflanze mit salzhaltigem Meereswasser in Berührung kommt, droht eine globale Katastrophe. Zusätzlich erschwert wird die Lage, als die von der Polizei aus dem Untergrund vertriebenen Obdachlosen im Central Park eine Straßenschlacht mit den „Säubert New York“-Demonstranten beginnen.
Nun begeben sich mehrere Gruppen gleichzeitig in den Untergrund. Taucher der Navy Seals versuchen zusammen mit Snow Sprengungen vorzubereiten, um eine Ausbreitung der Pflanze zu verhindern. Sie werden jedoch von den Wrinklern angegriffen und getötet. Das gleiche Schicksal ereilt Waxie und den Stadtwerke-Mitarbeiter Duffy. Smithback, der den beiden gefolgt ist, kann sich retten und trifft auf die Gruppe mit Pendergast, d’Agosta, Mephisto und Margo, die weitere Sprengladungen in den Untergrund bringen. Margo will die Wrinkler außerdem mit Vitamin D3, das ähnlich wirkt wie Sonnenlicht, vernichten. Im Kristallpavillon wird die Gruppe von den Wrinklern gefangen genommen. Schockiert stellen sie fest, dass Frock der Anführer der Wrinkler ist. Er ist durch die Droge nicht mehr auf seinen Rollstuhl angewiesen, der nun als Reliquie verehrt wird. Im letzten Moment kann die Gruppe um Pendergast fliehen.

## Hintergrund
Nach Angaben der Autoren entspricht die Darstellung des New Yorker Untergrunds im Wesentlichen der Realität. In der „Anmerkung der Autoren“ auf der letzten Seite des Romans schreiben sie: „Sogar die Astortunnels mit ihren eleganten zerfallenden Bahnhöfen sind in kleinerem Maßstab und unter einem anderen Namen vorhanden.“ Bei ihren Darstellungen der Unterwelt beziehen sich Preston und Child vor allem auf das Buch Mole People (deutscher Titel: Tunnel-Menschen) von Jennifer Toth. Dass dort Tunnelmenschen leben, ist außerhalb der literarischen Fiktion bestätigt, nur über ihre Anzahl gibt es keine zuverlässigen Daten.
Der Roman setzt die Geschichte aus Relic – Museum der Angst rund um das Museumsmonster Mbwun fort. Pendergast und d’Agosta untersuchten den Fall, in den auch Margo und Dr. Frock als Evolutionsbiologen des Museums verwickelt waren. Smithback war damals als Sensationsreporter mitten im Geschehen. Im Epilog des ersten Romans wurden bereits Kawakitas Experimente mit der Droge angedeutet. Dadurch haben die Leser zu Beginn der Attic-Geschichte einen Informationsvorsprung gegenüber den Protagonisten, was Lincoln Child als Problem beim Schreiben der Fortsetzung benennt.